# セバスチャン (映画)
『セバスチャン』（Sebastiane）は、1976年に公開された映画。デレク・ジャーマン監督の２作目作品。聖セバスティアヌスを主人公にし、台詞は全てラテン語である。

## ストーリー
古代ローマ、ディオクレティアヌス帝によって、キリスト教信者の大弾圧が行われていた時代。宮廷の親衛隊長セバスチャン（レオナルド・トレヴィーリョ）は、彼をいたく気に入っていた皇帝のホモセクシュアルな嫉妬からくる逆鱗に触れ、その地位を剥奪されたうえに危険な前線基地に送られる。そこは男しかいない荒涼たる世界で、やがて彼とその地の司令官シベリウス（バーネイ・ジェイムス）との間には微妙な愛憎関係が生じる。肉体的苦痛を与え続けるシベリウスはサディスティックな愛情に、対照的に刑を甘んじて受けたいかのように反抗するセバスチャンには、マゾヒスティックな愛情が。しかし、2人の愛はすれ違ったまま、決して交わることはなかった。セバスチャンの愛は、肉体的関係を求めるシベリウスの愛を遥かに越え、いつしか崇高なほどに高まる。そして、それは彼の処刑という悲劇的な終幕を招くまでに昇華した。

## キャスト
- バーニー・ジェイムス: セブルス
- ニール・ケネディ:マキシマス
- レオナルド・トレヴィリオ:セバスチャン
- リチャード・ウォーウィック:ジャスティン
- ドナルド・ダンハム:クラウディス
- デーヴィッド・フィンバー:ジュリアン
- ケン・ヒックス:アドリアン
- リンドスティ・ケンプ:ダンサー
- ステファノ・マサリ・マリウス
- ジャヌアス・ロマノフ:アンソニー
- ロバート・メドレー:ディオクレティアン皇帝